# Etapa de Londrina de 2010 (Fórmula Truck)
A Etapa de Londrina foi a sexta corrida da temporada 2010 da Fórmula Truck. O vencedor foi o paulista Roberval Andrade.

## Treino oficial
| Pos | Nº  | Piloto            | Equipe        | Tempo     |
| --- | --- | ----------------- | ------------- | --------- |
| 56  | 100 | Danilo Dirani     | Ford          | 1:36.952  |
| 23  | 73  | Adalberto Jardim  | Volvo         | 1:37.496  |
| 3   | 2   | Valmir Benavides  | Volkswagen    | 1:37.571  |
| 4   | 100 | Roberval Andrade  | Scania        | 1:37.647  |
| 5   | 9   | Renato Martins    | Volkswagen    | 1:37.792  |
| 6   | 6   | Wellington Cirino | Mercedes-Benz | 1:38.221  |
| 7   | 73  | Leandro Totti     | Mercedes-Benz | 1:38.406  |
| 8   | 33  | Cristiano da Mata | Iveco         | 1:38.797  |
| 9   | 20  | Pedro Muffato     | Scania        | 1:38.521  |
| 10  | 3   | Geraldo Piquet    | Mercedes-Benz | 1:38.588  |
| 11  | 55  | Paulo Salustiano  | Volvo         | 1:38.616  |
| 12  | 50  | Fred Marinelli    | Iveco         | 1:39.398  |
| 13  | 8   | Bruno Junqueira   | Ford          | 1:39.574  |
| 14  | 88  | Beto Monteiro     | Iveco         | 1:39.675  |
| 15  | 28  | Fabiano Brito     | Ford          | 1:39.716  |
| 16  | 10  | Vignaldo Fizio    | Ford          | 1:39.815  |
| 17  | 7   | Débora Rodrigues  | Volkswagen    | 1:39.951  |
| 18  | 14  | João Maistro      | Volvo         | 1:40.166  |
| 19  | 12  | José Maria Reis   | Scania        | 1:40.299  |
| 20  | 46  | Andersom Toso     | Ford          | 1:41.571  |
| 21  | 4   | Felipe Giaffone   | Volkswagen    | 1:42.309  |
| 22  | 77  | André Marques     | Scania        | 1:43.636  |
| 23  | 51  | Leandro Reis      | Scania        | Sem tempo |

## Corrida
| Pos | Nº  | Piloto            | Equipe        | Voltas | Tempo/Aband. | Grid | Pontos¹ |
| --- | --- | ----------------- | ------------- | ------ | ------------ | ---- | ------- |
| 1   | 100 | Roberval Andrade  | Scania        | 29     | 1:01:28.304  | 2    |         |
| 2   | 56  | Danilo Dirani     | Ford          | 29     | +2.451       | 1    |         |
| 3   | 4   | Felipe Giaffone   | Volkswagen    | 29     | +10.006      | 21   |         |
| 4   | 2   | Valmir Benavides  | Volkswagen    | 29     | +19.551      | 3    |         |
| 5   | 9   | Renato Martins    | Volkswagen    | 29     | +22.883      | 5    |         |
| 6   | 3   | Geraldo Piquet    | Mercedes-Benz | 29     | +24.032      | 10   |         |
| 7   | 88  | Beto Monteiro     | Iveco         | 29     | +25.619      | 14   |         |
| 8   | 50  | Fred Marinelli    | Iveco         | 29     | +29.556      | 12   |         |
| 9   | 23  | Adalberto Jardim  | Volvo         | 29     | +29.872      | 2    |         |
| 10  | 28  | Fabiano Brito     | Ford          | 29     | +35.474      | 15   |         |
| 11  | 12  | José Maria Reis   | Scania        | 29     | +39.222      | 19   |         |
| 12  | 20  | Pedro Muffato     | Scania        | 29     | +54.460      | 9    |         |
| 13  | 33  | Cristiano da Mata | Iveco         | 29     | +59.439      | 8    |         |
| 14  | 14  | João Maistro      | Volvo         | 29     | +1:10.432    | 18   |         |
| 15  | 46  | Andersom Toso     | Ford          | 29     | +1:29.565    | 20   |         |
| 16  | 8   | Bruno Junqueira   | Ford          | 27     | + 2 voltas   | 13   |         |
| 17  | 77  | André Marques     | Scania        | 23     | motor        | 22   |         |
| Ret | 73  | Leandro Totti     | Mercedes-Benz | 19     | motor        | 7    |         |
| Ret | 7   | Debora Rodrigues  | Volkswagen    | 19     | motor        | 17   |         |
| Ret | 55  | Paulo Salustiano  | Volvo         | 14     | motor        | 11   |         |
| Ret | 51  | Leandro Reis      | Scania        | 13     | motor        | 23   |         |
| Ret | 21  | José Cangueiro    | Mercedes-Benz | 12     | motor        | 24   |         |
| Ret | 6   | Wellington Cirino | Mercedes-Benz | 9      | motor        | 6    |         |
| Ret | 10  | Vignaldo Fizio    | Ford          | 1      | acidente     | 16   |         |

- Nota 1:  De acordo com o regulamento da temporada, são distribuidos pontos para os cinco primeiros que cruzarem a linha de chegada na 12º volta e para os 14 que cruzarem na última volta.